# Thorunna africana
Thorunna africana is een zeenaaktslak die behoort tot de familie van de Chromodorididae. Deze slak komt voor in de Rode Zee en voor de kust van Tanzania. 
De slak is wit tot beige gekleurd, met een gele mantelrand. De kieuwen en de rinoforen zijn wit met roodachtige randen. Ze wordt, als ze volwassen is, zo'n 10 tot 16 mm lang. Ze voeden zich met sponzen.